# Allart van Everdingen

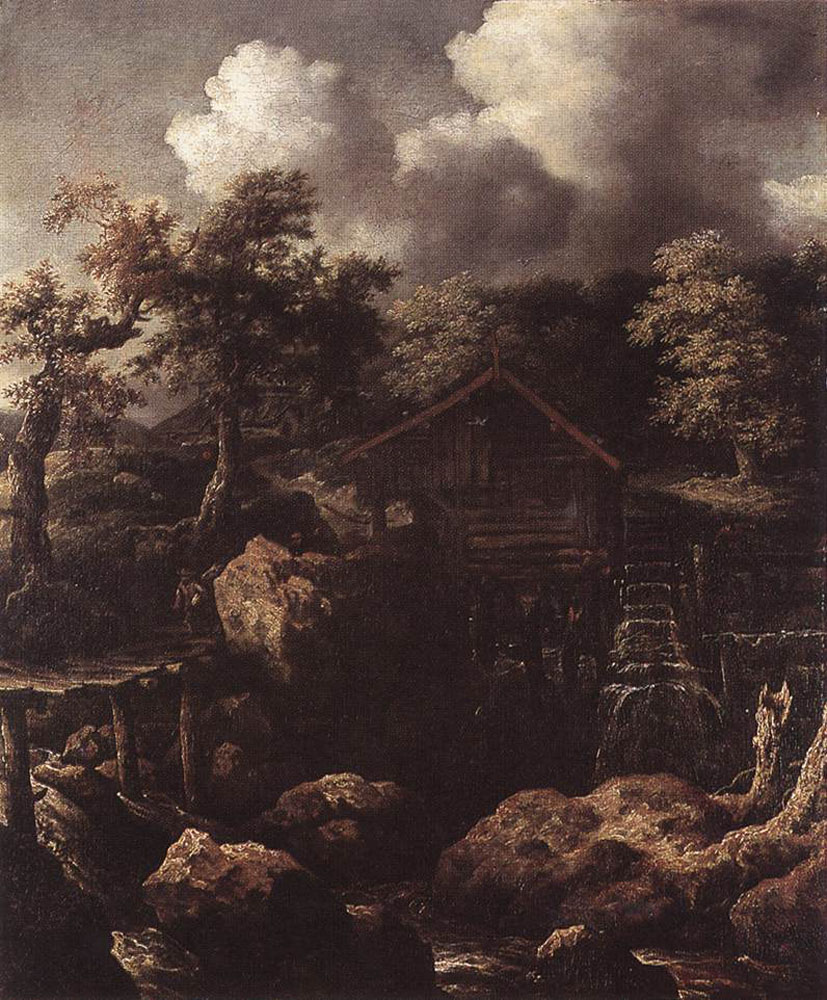
Waldszene mit Wassermühle (1650)

Allart van Everdingen (* vor dem 18. Juni 1621 in Alkmaar; † vor dem 8. November 1675 in Amsterdam) war ein niederländischer Maler.

## Leben
Everdingen lernte bei Roelant Savery in Utrecht und ging während der Jahre 1640 bis 1644 auf Reisen, die ihn nach Schweden und Norwegen führten. Dort entstand u. a. das Gemälde Waffenproduktion in Schweden mit der Kanonengießerei in Julitabroeck. Der Anblick der düsteren Wälder, der Wasserfälle, der Felsengebirge und der Meeresbrandung dieser Länder wurde prägend für seine Kunst.
Er kehrte nach Holland zurück, wo er sich 1645 in die Lukasgilde zu Haarlem aufnehmen ließ, behandelte er Motive aus Norwegen, die durch ihren meisterhaften Vortrag, die kräftige, ins Düstere gehende, bisweilen auch schwere Farbe und das kunstvoll verteilte Licht ausgezeichnet sind und mit den besten Schöpfungen Ruisdaels wetteifern.
Die hervorragendsten Gemälde von Everdingen besitzt die Gemäldegalerie Dresden, andere die Münchener Pinakothek, der Louvre in Paris und das Rijksmuseum in Amsterdam.
Hervorzuheben sind ebenfalls seine Bilder der holländischen Natur. Eine größere Erfindungskraft zeigt Everdingen in seinen Radierungen, von denen Drugulin (Leipz. 1873) einen Katalog herausgab; sie stellen Landschaften, Marinen und die Geschichte von Reineke Fuchs dar.
1657 ließ sich Everdingen in Amsterdam nieder, wo er im November 1675 starb.
Sein Bruder Caesar van Everdingen (* 1606 in Alkmar; † 1679) war Historien- und Porträtmaler.

## Werke (Auswahl)
- Waffenproduktion in Schweden, um 1640/44, Öl auf Leinwand, 192 cm × 254,5 cm. Amsterdam, Rijksmuseum[1]
- Nordische Landschaft mit Wasserfall und Mühle, um 1645, Öl auf Holz, 44 × 39 cm. Nürnberg, Gemälde- und Skulpturensammlung der Stadt Nürnberg.[2]
- Fluss im Gebirge, 1647, Öl auf Leinwand, 83 × 111 cm. Kopenhagen, Statens Museum for Kunst.
- Gebirgslandschaft mit Schloss, Öl auf Holz, 35 × 43 cm. Dresden, Gemäldegalerie.
- Hirschjagd am Bergsee, 1649, Öl auf Holz, 46 × 65 cm. Dresden, Gemäldegalerie.
- Hügelige Landschaft, Öl auf Leinwand, 73 × 102 cm. Hamburg, Kunsthalle.
- Schwedische Berglandschaft mit Elch, 1647, Öl auf Holz, 65 × 89 cm. Braunschweig, Herzog Anton Ulrich-Museum.
- Schwedische Landschaft, um 1660. Bremen, Kunsthalle Bremen.[3]
- Seesturm in einer Felsenbucht, Öl auf Holz, 62 × 96 cm. München, Alte Pinakothek.
- Wasserfall, Öl auf Leinwand, 100 × 136 cm. Wien, Gemäldegalerie der Akademie der Bildenden Künste.
- Landschaft mit Wasserfall und Angler, Leinwand, 85 cm × 70 cm, 1648, Niedersächsisches Landesmuseum.